# Pachykytospora papyracea
Pachykytospora papyracea är en svampart som först beskrevs av Ludwig David von Schweinitz, och fick sitt nu gällande namn av Leif Ryvarden 1972. Pachykytospora papyracea ingår i släktet Pachykytospora och familjen Polyporaceae.   Inga underarter finns listade i Catalogue of Life.